# Casa del Sant Hospital
La Casa del Sant Hospital és una obra historicista de Begur (Baix Empordà) inclosa a l'Inventari del Patrimoni Arquitectònic de Catalunya.

## Descripció
Antic hospital amb tipologia de pati des d'una porta d'arc rebaixat. Al pati: petit porxo al fons amb columnes de pedra i arcs rebaixats. Des del pati s'accedeix a l'edifici per una escala, que dona a l'escala principal interior. També al pati: altre escala lateral d'accés damunt del porxo. La façana interior té balcons correguts, i altres obertures sense composició. La façana exterior: damunt porta principal hi ha la finestra de llinda planera. Al costat de la porta principal hi ha un altre arc de punt d'ametlla (neogòtica) a la qual s'hi accedeix per uns graons (possible capella de l'hospital). Tota la façana és arrebossada i de color blanc. Clou la façana amb una barana massissa del terrat planer d'on sobresurt un cos de teula àrab.
Cal afegir: òcul rodó al damunt de la porta neogòtica.

## Història
Pels veïns: d'inicis del XIX es transformà en edifici d'habitatges.
Edifici de finals del XVIII?